# Бабино-Поле
Ба́бино-По́ле (хорв. Babino Polje) — село в центральной части острова Млет в южной Хорватии. Расположено у южного подножья горы Велики-Град (514 м), западнее порта Собра. Административный центр общины Млет в жупании Дубровачко-Неретванска.
Вблизи села, на южном побережье острова находится пещера Одиссея, где по преданию жила нимфа Калипсо и Одиссей провёл семь лет.
Село Бабино-Поле издавна служит административным центром острова Млет. В начале XI века, во время установления византийского господства в Бабино-Поле построена римско-католическая церковь святого Панкратия (память 12 мая) — первого покровителя острова и одного из трёх «ледяных святых». Церковь и принадлежащее ей Бабино-Поле подарены местным правителем Лютовитом (Литовитом) в середине XI века, в годы правления Василия II бенедиктинскому Локрумскому монастырю близ Дубровника — оплоту византийского влияния в этой части Далмации. В дарственной грамоте Людовит именует себя «протоспафарием и стратигом Сербии и Захумья». «Летопись попа Дуклянина» упоминает Людовита как principi regionis Chelmanae (захумский князь). Югославский учёный Йосип Врана предположил, что Лютовит был узурпатором.

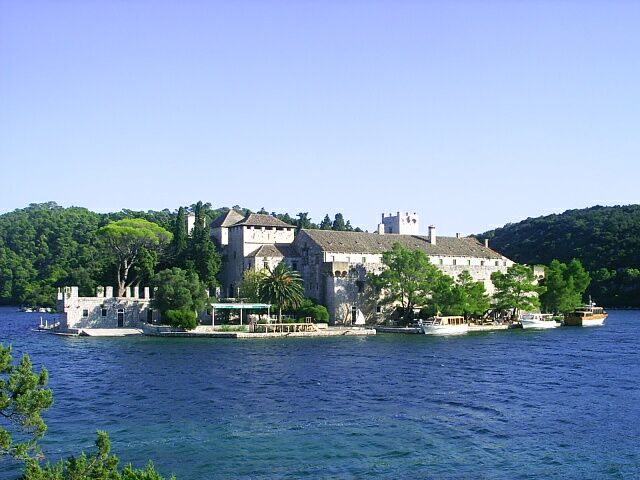
Бенедиктинский монастырь на острове Света-Мария в бухте Велико-Езеро

В XII веке на острове Света-Мария в бухте Велико-Езеро (Большое озеро) на западе Млета бенедиктинцы из могущественного монастыря Пресвятой Богородицы из Пульсано в Апулии построили монастырь с церковью во имя Пресвятой Богородицы. Захумский князь Деса подарил остров Млет этому монастырю. Правящие круги Дубровника не могли бороться с таким противником за обладание островом и заняли выжидательную позицию. Уже в конце XII — начале XIII в. в связи с ослаблением бенедиктинского ордена в Пульсано млетские бенедиктинцы вынуждены выбрать для себя более близкого покровителя — в Дубровнике, хотя номинально они находились под верховной властью сербских королей.